# Université de technologie de Nagoya
L'université de technologie de Nagoya (名古屋工業大学 Nagoya Kōgyō Daigaku, abrégé en 名工大 Meikōdai) est un établissement japonais d'enseignement supérieur spécialisé en technologie.
C'est une université nationale du Japon créée en 1949 à l'occasion de la réforme de l'enseignement post-guerre mondiale. Issue de l'unification de plusieurs établissements, sa composante la plus ancienne date de 1905.
L'école forme actuellement plus de 4 000 étudiants dont près de 200 étrangers, et fonctionne avec 550 employés.
L'institut se répartit sur 2 campus principaux, Gokiso et Chikusa, un grand laboratoire de recherche sur les céramiques et quatre installations auxiliaires.

## Facultés et Écoles doctorales

### Facultés
- Chimie appliquée
- Sciences des matériaux et Ingénierie
- Ingénierie mécanique
- Ingénierie des systèmes
- Ingénieries électrique et informatique
- Intelligence et Sciences de l'informatique
- Architecture et Génie civil
- Ingénierie et Gestion de systèmes
- Etudes générales (mathématiques, sciences sociales, cultures...)

### Écoles doctorales
- Sciences mathématiques et Ingénierie
- Ingénieries électrique et informatique
- Architecture et Génie civil
- Ingénierie et Gestion de systèmes
- Technologies environnementales et Planification urbaine